# Stahy

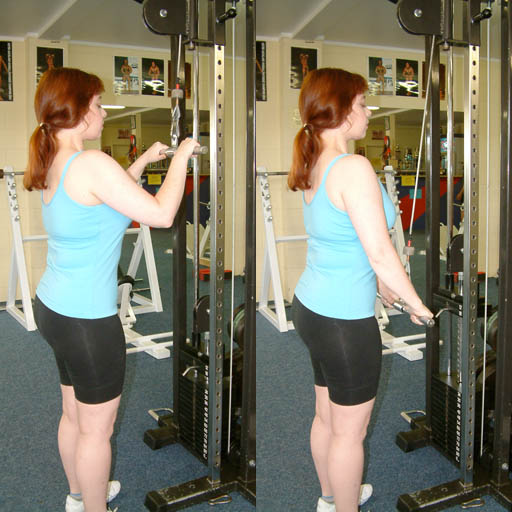
Stahy na posilovacím stroji

Stah je silový cvik pro posílení tricepsů. Cvičení se provádí tím, že se tlačí směrem dolů proti odporu.

## Provedení
1. čelem před kladku tak, aby pás kladky směřoval mírně ke cvičenci
2. mírný stoj rozkročný, uchopení osy držadla nadhmatem palci souhlasně s ostatními prsty (tzv. bezpalcový úchop) ve vzdálenosti 10-15 cm od sebe (od palců)
3. mírný předklon, stáhnutí kladky do pozice, kdy nadloktí směřuje kolmo k zemi, adaptér držíte těsně při těle
4. ruce v loktech se pokrčí co nejvíce a stahování kladky pouze pohybem předloktí až do plně natažených ale v loktech propnutých paží
5. zpětný pohyb pomalý a plně kontrolovaný